# Morpheus (The Matrix)

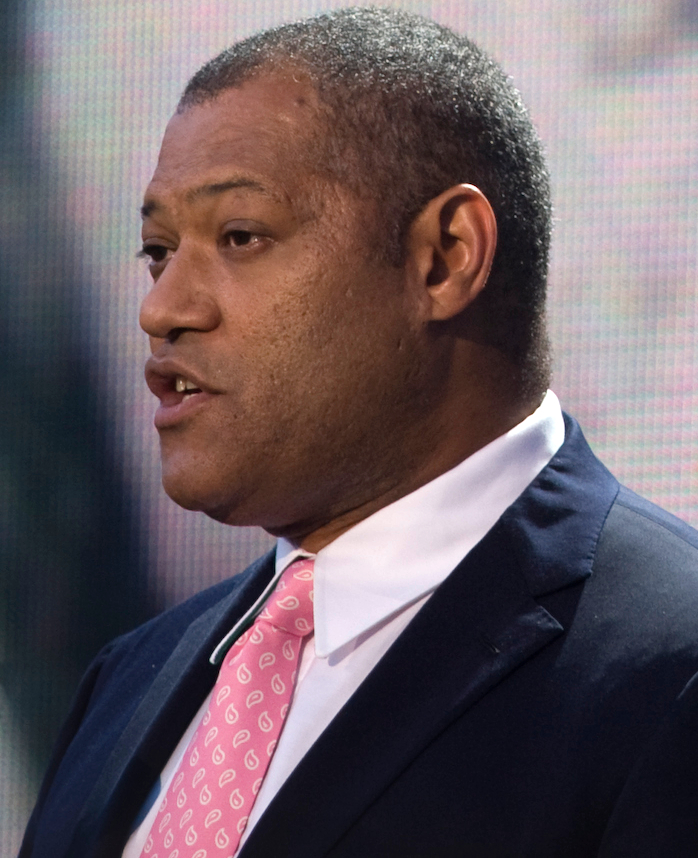
Laurence Fishburne in 2009

Morpheus is een personage in de film The Matrix gespeeld door Laurence Fishburne en Yahya Abdul-Mateen II. Morpheus is kapitein van het futuristische zweefschip Nebuchadnezzar. Hij draagt in de "Matrix" (dus als ze ingeplugd zijn) een zonnebril en (meestal) een zwarte jas.
De naam Morpheus is geen toeval. In de Griekse mythologie is Morpheus de god van de dromen.